# 灰双齿蛤
灰双齿蛤（学名：Felaniella usta），是帘蛤目蹄蛤科小猫蛤属的一种。主要分布于韩国、中国大陆，常栖息在潮下带8－75米。